# حواش (منطق)
الحواشي عند أهل المنطق قسم من الحروف وهي أصناف كثيرة. منها الحروف التي تقرن بالشيء فتدل على أن ذلك الشيء ثابت الوجود وموثوق بصحته، مثل قولنا إن مشددة النون. ومثال ذلك قولنا إن الله واحد وإن العالم متناه. فلذلك ربما سمي وجود الشيء إنيته، ويسمى ذات الشيء إنيته. وكذلك أيضا جوهر الشيء يسمى إنيته. فإنا كثيرا ما نستعمل قولنا إنية الشيء بدل قولنا جوهر الشيء، فنرى أنه لا فرق بين أن نقول ما جوهر هذا الثوب وبين أن نقول ما إنيته. لكن هذه ليست مشهورة مثل تلك عند الجمهور، وأصحاب العلوم يستعملونها كثيرا. 
ومنها ما إذا قرن بالشيء دل على أنه قد نفي، مثل ليس ولا. ومنها ما إذا قرن بالشيء دل على أنه قد أثبت، مثل قولنا نعم. وليس يخفى علينا أن قولنا ليس يرتبه كثير من أصحاب النحو في الكلم لا في الحروف، وكذلك كثير مما سنعده في الحروف يرتبه كثير من النحويين لا في الحروف لكن إما في الاسم وإما في الكلم. ونحن إنما نرتب هذه الأشياء بحسب الأنفع في الصناعة التي نحن بسبيلها.
ومنها ما إذا قرن بالشيء دل على أنه مشكوك فيه، مثل قولنا ليت شعري.
ومنها ما إذا قرن بالشيء دل على أنه قد حدس حدسا، مثل قولنا كأن ويشبه أن يكون ولعل وعسى.
ومنها ما إذا قرن بالشيء دل على أنه مطلوب معرفة مقداره، مثل قولنا كم. فإنا إذا قلنا كم هذا الشيء فإنا إنما ندل بهذا الحرف على أن الشيء مطلوب عندنا معرفة مقداره.
ومنها ما يدل على أنه مطلوب معرفة زمان وجوده، مثل قولنا متى.
ومنها ما إذا قرن بالشيء دل على أنه مطلوب معرفة مكانه، مثل قولنا أين.